# Thomas Southcliffe Ashton
Thomas Southcliffe Ashton (Ashton-under-Lyne, Inglaterra; 11 de enero de 1889-Londres, 22 de septiembre de 1968) fue un historiador económico británico. Fue profesor de historia económica en la Escuela de Economía y Ciencia Política de Londres en la Universidad de Londres desde 1944 hasta 1954, y profesor emérito hasta su muerte en 1968. Su trabajo más conocido es el manual de 1948  La Revolución Industrial (1760–1830)  que expone una visión positiva de los beneficios de la época.
Donó dinero para otorgar el Premio T. S. Ashton, un premio anual de la Sociedad de Historia Económica. El premio está dotado en la actualidad con 750 libras y se concede cada dos años al autor del mejor artículo aceptado para su publicación en la Economic History Review en los dos años naturales anteriores.
Tras una solicitud de libertad de información de la BBC en enero de 2012, se reveló que Ashton rechazó el título de caballero en 1957.

## Carrera Educativa
Ashton se formó en la escuela de secundaria Ashton-under-Lyne y en la Universidad de Mánchester. Su carrera académica se centró en la economía y en las finanzas públicas. De 1912 a 1919, Ashton fue profesor adjunto de economía en la Universidad de Sheffield, y de 1919 a 1921, profesor y tutor en la Universidad de Birmingham. En 1921, fue nombrado profesor titular de economía en la Universidad de Mánchester. Finalmente, se convirtió en decano de la Facultad de Comercio y Administración, cargo que desempeñó de 1938 a 1944. A continuación, se convirtió en profesor de historia económica en la London School of Economics, donde ejerció de 1944 a 1954. En 1951 fue elegido miembro de la Academia Británica. En 1954 pronunció las Conferencias Ford en la Universidad de Oxford. Fue presidente de la Manchester Statistical Society (1938-1940) y de la Economic History Society (1960-1963). 

## Algunas publicaciones
Sus publicaciones abarcan la economía del siglo XVIII e incluyen las industrias del hierro, el acero y el carbón:
- Hierro y acero en la Revolución Industrial (1924)
- La industria del carbón (con Joseph Sykes) (1929)
- Investigaciones Económicas y Sociales en Mánchester 1833–1933 (1934)
- Un siglo dieciocho industrial: Peter Stubs de Warrington 1756 – 1806 (1939)
- La Revolución Industrial (1760–1830) (1948, 1997) edición en línea
- Un historiador económico en Inglaterra: el siglo XVIII (1955) edición en línea
- Fluctuaciones económicas en Inglaterra 1700–1800 (1959)
- Estadísticas del comercio de exterior de Inglaterra 1697–1808 (1960), por E. B. Schumpeter, editado por T. S. Ashton